# Fritz Eikemeier
Fritz Eikemeier (* 28. März 1908 in Groß-Oldendorf; † 4. August 1985 in Berlin) war ein deutscher Kommunist, Widerstandskämpfer, KZ-Häftling und ehemaliger Polizeipräsident von Berlin (Ost).

## Leben
Als Sohn eines Glasmachers arbeitete er nach dem Besuch der Volksschule als Hilfsarbeiter in einer Glasfabrik, war 1926 arbeitslos, dann im Steinbruch und später im Streckenbau der Reichsbahn tätig. 1930 wurde er Mitglied der KPD. 1933 emigrierte er nach Belgien, kämpfte von 1936 bis 1938 in den Internationalen Brigaden in Spanien. Im November 1938 wurde er in den Pyrenäen von der französischen Polizei festgenommen und interniert. Im Juli 1939 durfte er wieder nach Belgien einreisen. Nach dem Einfall der Wehrmacht in Belgien im Mai 1940 wurde er erneut interniert und nach Frankreich verbracht. In Bordeaux wurde er von der Gestapo verhaftet und nach Hannover überstellt. Nach zwölf Wochen Gestapohaft wurde er am 23. Oktober 1940 in das KZ Sachsenhausen eingeliefert. Am 20. April 1945 begann der Todesmarsch von 500 KZ-Häftlingen zur Ostseeküste. In der Nacht zum 3. Mai 1945 konnten sie ihre Befreiung in einem Wald vor Crivitz feiern, nachdem die Wachmannschaft geflohen war.
In Crivitz lernte er seine Frau Martha kennen, die dort als Krankenschwester arbeitete. Erst nach vier Wochen gelangte er nach Berlin, traf dort am 28. Mai ein. Der sowjetische Kommandant setzte ihn am 6. Juni 1945 als Polizei-Reviervorsteher in Berlin-Friedenau ein. Von der sowjetischen Kommandantur wurde ihm bald darauf – am 14. August 1945 – eine Inspektion übertragen. Bis 1947 war er Leiter der VP-Inspektion Berlin-Friedrichshain. 1946 trat er der SED bei. Im Sommer 1947 wurde er mit der Personalabteilung im Kommando Schutzpolizei Berlin betraut und später ihr Vize-Kommandeur. Am 1. Mai 1949 wurde er von Polizeipräsident Paul Markgraf gemeinsam mit Alfred Schönherr zum Vizepräsidenten der Berliner Volkspolizei berufen. Im Oktober 1949 wurde er im Rang eines Chefinspekteurs Chef der DVP im Land Brandenburg (Nachfolger von Richard Staimer) und 1952 mit Bildung der Bezirke Chef der Bezirksbehörde der Deutschen Volkspolizei (BDVP) Potsdam. Vom 9. September 1953 bis 20. November 1964 war er als Nachfolger von Waldemar Schmidt Polizeipräsident von Ost-Berlin. 1956 war er bereits Generalmajor. Während seiner Amtszeit wurde die Berliner Mauer errichtet, er war im August 1961 Mitglied des Stabs des Nationalen Verteidigungsrates der DDR. Seit 1964 im Ruhestand, lebte er als Generalmajor a. D. in Berlin. Eikemeier war außerdem von 1954 bis 1964 Abgeordneter der Ost-Berliner Stadtverordnetenversammlung und Mitglied der SED-Bezirksleitung Berlin.
Sein Grab befindet sich auf dem Zentralfriedhof Berlin-Friedrichsfelde in der Gräberanlage für Opfer des Faschismus und Verfolgte des Naziregimes.

## Auszeichnungen
- 1964 Orden Banner der Arbeit
- 1973 Vaterländischer Verdienstorden in Gold
- 1978 Karl-Marx-Orden
- 1983 Ehrenspange zum Vaterländischen Verdienstorden in Gold